# Emmanuel Échivard
 (juin 2019).
 (juin 2019).
Emmanuel Échivard est un écrivain et poète français né au Havre le 9 avril 1975. Il enseigne les lettres à Paris en khâgne et à Sciences Po.

## Biographie
Né au Havre le 9 avril 1975, Emmanuel Échivard a fait des études de lettres à Lyon. Il est admis à l'École normale supérieure de Fontenay-Saint-Cloud en 1994. Il passe l'agrégation de lettres classiques en 1998. Il enseigne en collèges et lycées, à Boulogne et à Nogent-sur-Oise. Il est nommé en 2009 à Reims, en hypokhâgne et khâgne, pour enseigner le latin et la littérature. Il est chargé de cours au campus de Reims de Sciences-Po, où il a un séminaire sur la rhétorique politique et sur les liens entre littérature et politique.[réf. nécessaire]
Il publie son premier recueil de poésie en 2016, La Trace d'une visite, aux éditions Cheyne. Le recueil reçoit en 2017 le prix du premier recueil de poèmes de la Fondation Antoine et Marie-Hélène Labbé pour la poésie, et le prix de poésie Maïse Ploquin-Caunan de l'Académie française.
Il a publié des poèmes dans des revues, en particulier une « Suite des jours » dans la revue Nunc.
Il publie, chez Cheyne, en 2019, Avec l'ombre.
Il est co-directeur, avec Mariette Navarro, de la collection Grands Fonds des éditions Cheyne, une collection de prose poétique.
Par arrêté du 16 mars 2020, en pleine crise du COVID-19 en France, il est nommé "Conseiller technique discours" du Premier Ministre Edouard Philippe à compter du 25 mars 2020.

## Distinctions
- Prix du premier recueil de poèmes 2017 de la Fondation pour la poésie.
- Prix de poésie Maïse Ploquin-Caunan 2017 de l'Académie française pour La Trace d’une visite[9].